# Caparo T1
Caparo T1 – sportowy samochód osobowy produkowany przez brytyjską firmę Caparo Vehicle Technologies. Inspiracją do jego stworzenia były samochody Formuły 1. Dostępny jako 2-drzwiowe coupé. Do jego napędu użyto silnika V8 o pojemności 3,5 litra. Moc przenoszona była na koła tylne poprzez 6-biegową sekwencyjną skrzynię biegów. 

## Dane techniczne

### Silnik
- V8 3,5 l (3494 cm³), 4 zawory na cylinder, DOHC
- Układ zasilania: wtrysk EFi
- Średnica × skok tłoka: 93,00 mm × 64,30 mm
- Moc maksymalna: 583 KM (428,8 kW) przy 10500 obr./min
- Maksymalny moment obrotowy: 420 N•m przy 9000 obr./min

### Osiągi
- Przyspieszenie 0-100 km/h: 2,5 s
- Przyspieszenie 0-160 km/h: 5,0 s
- Prędkość maksymalna: 329 km/h